# Tundra krzewinkowa

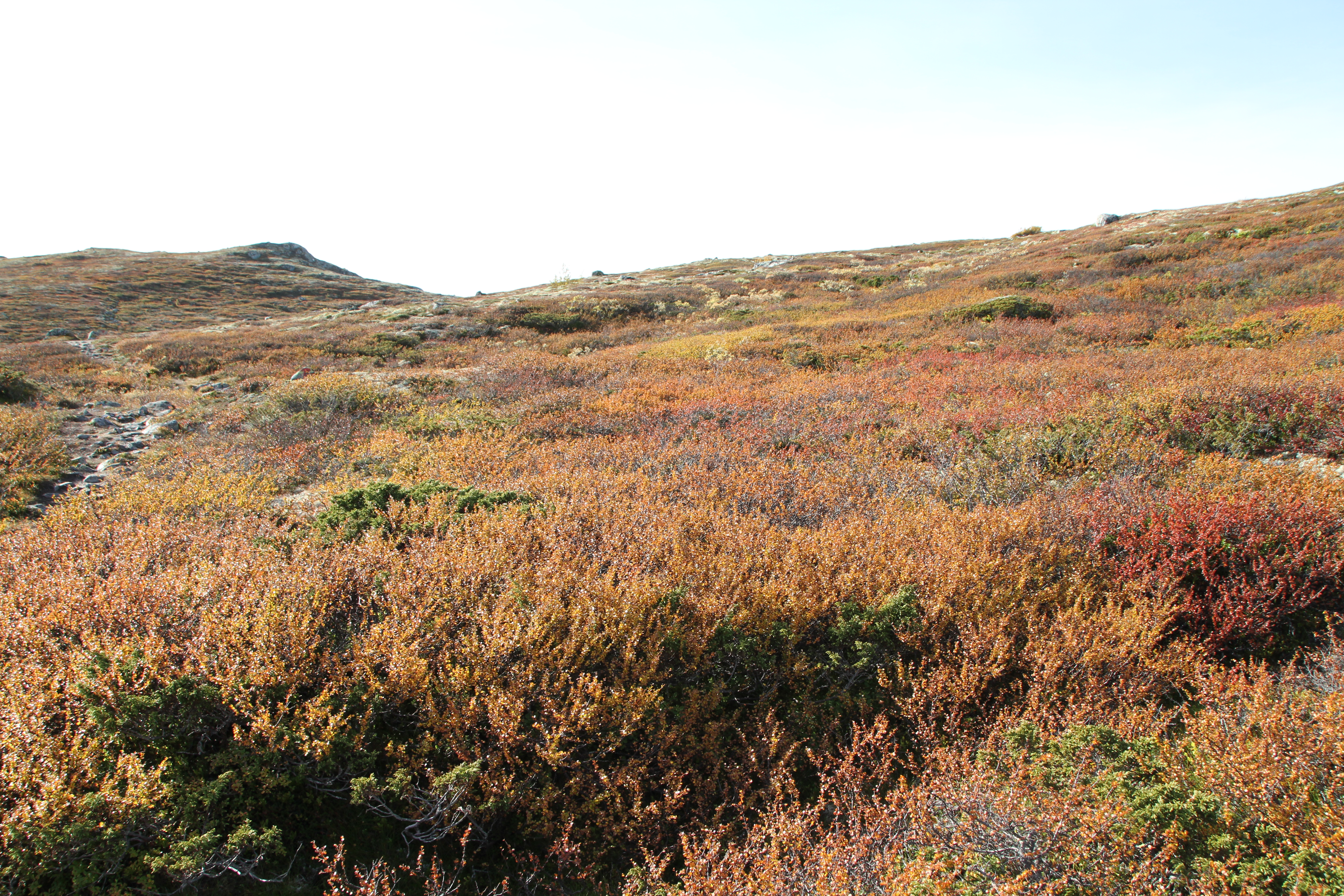
Tundra krzewinkowa z brzozą karłowatą

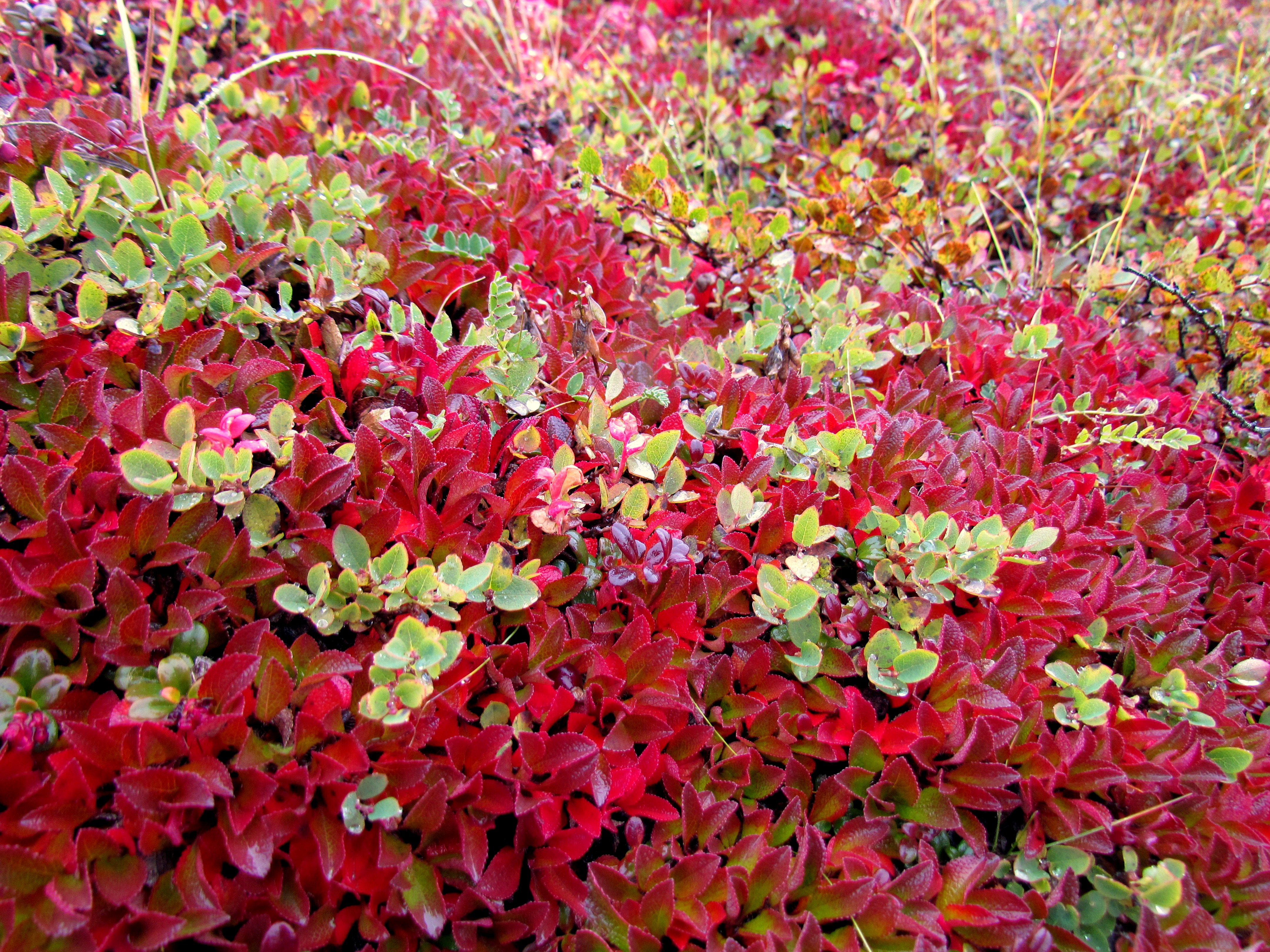
Gęste krzewinki w tundrze kanadyjskiej

Tundra krzewinkowa – typ tundry związany z obszarami o stosunkowo łagodniejszym klimacie, znajdującym się pod wpływem oceanicznym, tworzący pas w południowej części tundry właściwej. Roślinność składa się w niej z trzech warstw, górną tworzą wyższe krzewinki, środkową – niższe wraz z roślinami zielnymi i dolną – mchy i porosty. W wyższej warstwie przekraczającej nad rzekami 1,5 m wysokości, poza tym jednak znacznie niższej, w zachodniej części tundry eurazjatyckiej dominuje brzoza karłowata Betula nana, a na wschód od Jeniseju – jej podgatunek B. nana subsp. exilis. Obficie zwykle rośnie tu: bagno zwyczajne Rhododendron tomentosum, borówka bagienna Vaccinium uliginosum oraz karłowate wierzby – Salix glauca i Salix pulchra. Przy rzekach rosną też bardziej okazałe gatunki jak wierzba lapońska Salix lapponum i Salix lanata. Niższą warstwę budują takie gatunki jak: turzyca tęga Carex bigelowii, bażyna czarna Empetrum nigrum, borówka brusznica Vaccinium vitis-idaea, kostrzewa niska Festuca airoides, miejscami liczne są takie gatunki jak: Phyllodoce caerulea, kasjopeja czworogroniasta Cassiope tetragona i Diapensia lapponica. W miejscach suchych dominować mogą efektowne rośliny zielne takie jak: fiołek dwukwiatowy Viola biflora, Ranunculus borealis, niezapominajka alpejska Myosotis alpestris, skalnica zwisła Saxifraga cernua i różne gatunki głodków Draba. Warstwę najniższą tundry krzewinkowej tworzą mchy (głównie z rodzajów próchniczek Aulacomnium, sierpowiec Drepanocladus i gajnik Hylocomium) oraz porosty z rodzajów chrobotek Cladonia i płucnica Cetraria.
Struktura roślinności tundry krzewinkowej wykształca się specyficznie w obrębie tzw. tundry drobnokępowej. Karłowe brzozy i wierzby porastają w niej wzniesienia z torfu osiągające ok. 20–75 cm wysokości, pomiędzy którymi rosną pozostałe krzewinki i rośliny zielne. Na równinnych, suchych obszarach z gliniastymi glebami poligonalnymi rośliny porastają niewielkie wały ziemne (tzw. waliki) tworzące się wokół płaskich, kolistych, czworo- lub pięciokątnych, gliniastych i łysych powierzchni, tzw. komórek. Często całą powierzchnię między walikami pokrywa warstwa mchów z rodzajów mokradłosz Calliergon i sierpowiec Drepanocladus, czasem z luźno rosnącymi turzycami, wełniankami i trawą Dupontia fisheri. Od komórek tych tundra taka zwana jest „komórkową” lub poligonalną. Rozległe płaty z kępami wełnianki pochwowatej Eriophorum vaginatum, czasem z domieszką turzyc, zwane są tundrą kępkową.
W obszarze tundry kanadyjskiej warstwę wyższych krzewinek także buduje brzoza karłowata, a towarzyszą jej zwykle: Betula glandulosa, Salix alaxensis i Salix glauca var. cordifolia. Na Grenlandii analogiczną warstwę, choć osiągającą aż do 3 m wysokości tworzy odmiana brzozy omszonej – Betula pubescens var. pumila. Warstwę średnią budują najczęściej bażyna czarna z mącznicą alpejską Arctostaphylos alpina lub borówka bagienna z kasjopeją czworogroniastą. W miejscach suchszych występują murawy z turzycami Carex, Kobresia, dębikami Dryas, skalnicami Saxifraga i licznym udziałem porostów.